# دهستان گلشن
گلشن، دهستانی است از توابع بخش مرکزی شهرستان طبس استان خراسان جنوبی ایران.

## جمعیت
بر اساس سرشماری سال ۱۳۸۵ جمعیت دهستان گلشن (۹۸۸خانوار) ۴٬۰۰۲ نفر بوده‌است.